# Єгуда Бен Бецалель
Єгуда Ліва бен Бецалель, Магараль з Праги (івр. מַהֲרַ"ל скорочення від івр. מורנו הגדול רבי ליווא Морейну га-ґадоль рабі Ліва, Наш великий вчитель рибин Ліва) (1512 (?), Познань — 17 вересень 1609, Прага) — видатний рабин і галахічний авторитет, мислитель і вчений XVI ст. Володів великими знаннями не тільки в галузі рабинської літератури, а й в області багатьох світських наук, особливо в математиці. Дружив із знаменитим астрономом Тихо Браге.

## Біографія
Народився в сім'ї вихідців з Вормсу. З 1553 р 1573 був місцевим рабином у Мікулове в Моравії, потім переїхав до Праги, де заснував єшиву і товариство вивчення Мішни. У 1584-88 рр. був головним рабином Познані. У 1588 р повернувся до Праги, де залишався до 1592 року (в цьому році був прийнятий імператором Рудольфом II). З 1592 р. до 1597 р. знову став головним рабином Познані та Польщі, а з 1597 року до кінця життя — головним рабином Праги.

## Легенди

### Радник імператора
Мислитель і містик Єгуда Лев бен Бецалель з Праги був шанованою людиною — згідно з переказами, рабин був радником Рудольфа II правителя Священної Римської імперії, причому як в релігійних, так і в світських питаннях.
Згідно з легендою, не злякавшись бурхливого полум'я, він зумів під час великої пожежі Праги врятувати бібліотеку імператора Рудольфа II. Пізніше, під час військового параду, він зупинив раптово оскаженілого коня імператора одним словом. Після цих подій він став особистим другом імператора.
Можливо, чутки про його близькі стосунки з ребе перебільшені, але так чи інакше — ці двоє часто спілкувалися, у імператора навіть був дзвін, нібито створений бен Бецалель за допомогою кабалістичних сил.

### Голем
За часів Рудольфа II празькі євреї піддавалися гонінням — їх звинувачували у викраденнях і вбивствах християнських немовлят з метою використання їх крові в юдаїстських ритуалах. За легендою щоб убезпечити єврейський народ від переслідування, рабин створив з глини рухому статую — Голема.

## Спадщина
Магараль широко відомий завдяки своїм працям, зокрема поясненням до коментарів Раші до Тори, а також коментарів до апокаліптичних аґадів, праць з етики, філософії та кабали. Найвідоміша його праця «Нетівот олам» справила великий вплив на подальший розвиток єврейської етичної думки.
Велику увагу Магараль приділяв питанням педагогіки. Він вважав за необхідне враховувати вік учня при виборі предметів викладання, засуджував загальноприйняті методи вивчення і викладання Талмуда і схвально висловлювався про вивчення світських наук, які суперечать принципам юдаїзму.
У своїх численних творах Магараль розглядає проблему взаємин Бога з єврейським народом, а також проблему ґалута, його причини та шляхи до позбавлення. Найбільш докладно ці питання розглядаються в творах «Тіферет Ісраель» і «Нецах Ісраель».
Магараль виступав за повну свободу вираження ідей і думок, і був ідейним попередником борців за свободу слова в Європі.
Магараль зробив важливий внесок у теорію пізнання. Згідно з його поглядами, є два види знання, які повинні бути чітко розділені, — релігійне знання і наукове знання. Перше абсолютне і приходить від Бога. Як яскравий приклад він призводить запропоновану в 1543 році геліоцентричну систему Коперника, не називаючи його по імені. На думку Магараля, поява «майстра нової астрономії» показує хиткість наукових знань, адже навіть астрономія виявилася сумнівною. Вважають, що чіткий поділ науки і теології підготував ґрунт для занять науками у євреїв без тиску теологічних догм, і навпаки, запобіг нападкам на вірування на науковій основі.
Полемізуючи з твердженням християн, за яким вигнання єврейського народу з його батьківщини свідчить про те, що Бог покинув колись обраний ним народ, Магараль стверджує, що богообраність Ізраїлю безумовна. Вона не залежить ні від заслуг патріархів, ні від виконання Ізраїлем волі Всевишнього. Обрання єврейського народу Богом вічне і незамінне, бо воно випливає з самої природи Ізраїлю.
Ставлячись негативно до спроб штучно наблизити позбавлення, Магараль закликав до покірності Божій волі, яка встановила природний порядок в світі. Врятування прийде в призначений час. Йому передуватимуть небувалі страждання Ізраїлю. В алегоричних тлумаченнях апокаліптичних аггадот образ Месії у Магараля втрачає особисті риси і набуває більш глобальний характер.
Магараля вважають непослідовним і еклектичним мислителем, проте ця характеристика відноситься скоріше не до нього самого, а до сучасного сприйняття його спадщини. Вчення самого Магараля відрізняється своєю послідовністю, і тій чи іншій фразі можна знайти майже ідентичне тлумачення в різних його книгах (наприклад, в «Ґур Ар'є», «Хідушей аґадот» і «Нетівот олам»). Це дає можливість роз'яснювати думки Махараля, виходячи з його ж книг.
Свої праці почав публікувати в досить похилому віці.
У 1578 році, у віці 66 років, опублікував свою першу працю — «Ґур Ар'є» (івр. גור אריה, Молодий лев) — збірку пояснень коментарів Раші до Тори і значне їх розширення.
У 1582 — анонімно опублікував книгу «Ґвурот га-Шем» (івр. גבורות הМужність Всевишнього), присвячену Песаху. У передмові до цієї книги Магараль описав свої плани випустити серію книг, які охоплять всі сфери єврейської філософії.
У 1595 році було опубліковано працю «Нетівот олам» (івр. נתיבות עולם, Стежки світу) про найкращі душевні якості.
У 1598 році, у віці 86 років, опублікував «Тіферет Ісраель» (івр. תפארת ישראל, Слава Ізраїлю), присвячений Шавуоту.
Протягом двох наступних років були опубліковані: «Беер га-ґола» (івр. באר הגולה, Криниця вигнання), «Нер міцва» (івр. נר מצוה, Свіча заповіді) і «Ор хадаш» (івр. אור חדש Нове світло).
Через свій похилий вік, Магараль не зміг завершити свої плани і книги «Га-Ґдола» про Шабат, «Сефер га-гід» про Сукот і «Шамаїм ва-арец» про Рош га-шана та Йом-Кіпур так і не були написані. Інші книги, які були написані, але не були опубліковані (головним чином, галахічні праці) загинули в пожежі, під час погрому в 1689 році. Проте, в працях Магараля міститься чимало його висловлювань на тему Шабату і свят, які дають можливість отримати уявлення про його поглядах в цій області.
Як правило, праці Магараля присвячені єврейським святам.

## У сучасній культурі
Нібито зроблений ним Голем згадується в численних обробках легенди: від фільму "Голем: як він прийшов у світ" (1920) до роману Стругацьких «Понеділок починається в суботу» (1965).
Виступає персонажем у книзі Джонатана Келлермана і його сина Джессі Келлермана «Голем у Голлівуді» (2014).